# حي الضباط (بغداد)
حي الضباط هو منطقة سكنية في جانب الكرخ في الغرب من العاصمة العراقية بغداد، ويجاور مجمع حي السلام (حي صدام سابقا) ويعتبر أقرب منطقة إلى حي السلام. تم إنشاء الحي في أوائل الثمنينات وجرى توزيع مبانيه على ضباط الجيش.